# Vranovská Ves

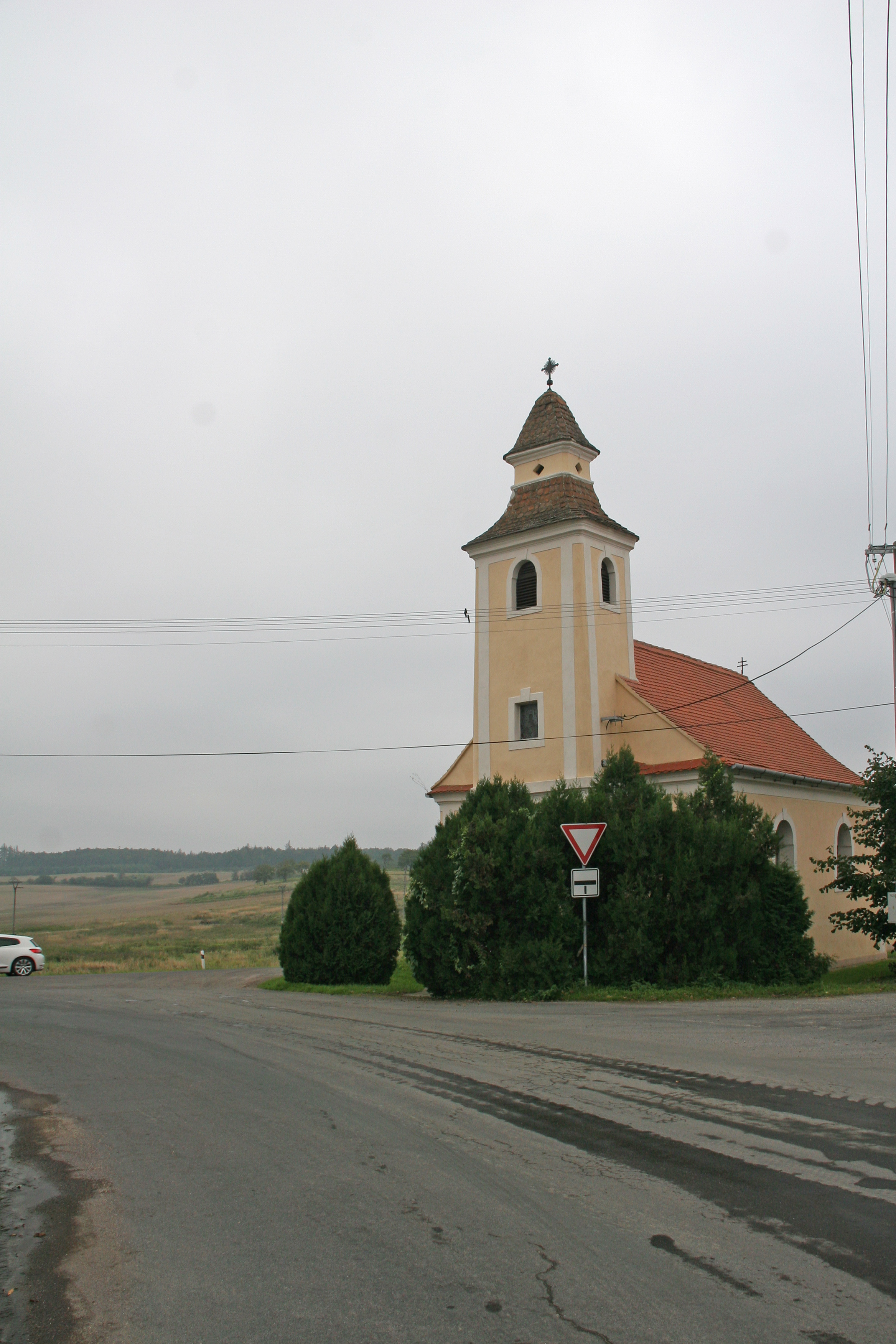
Kapelle des hl. Stanislaus

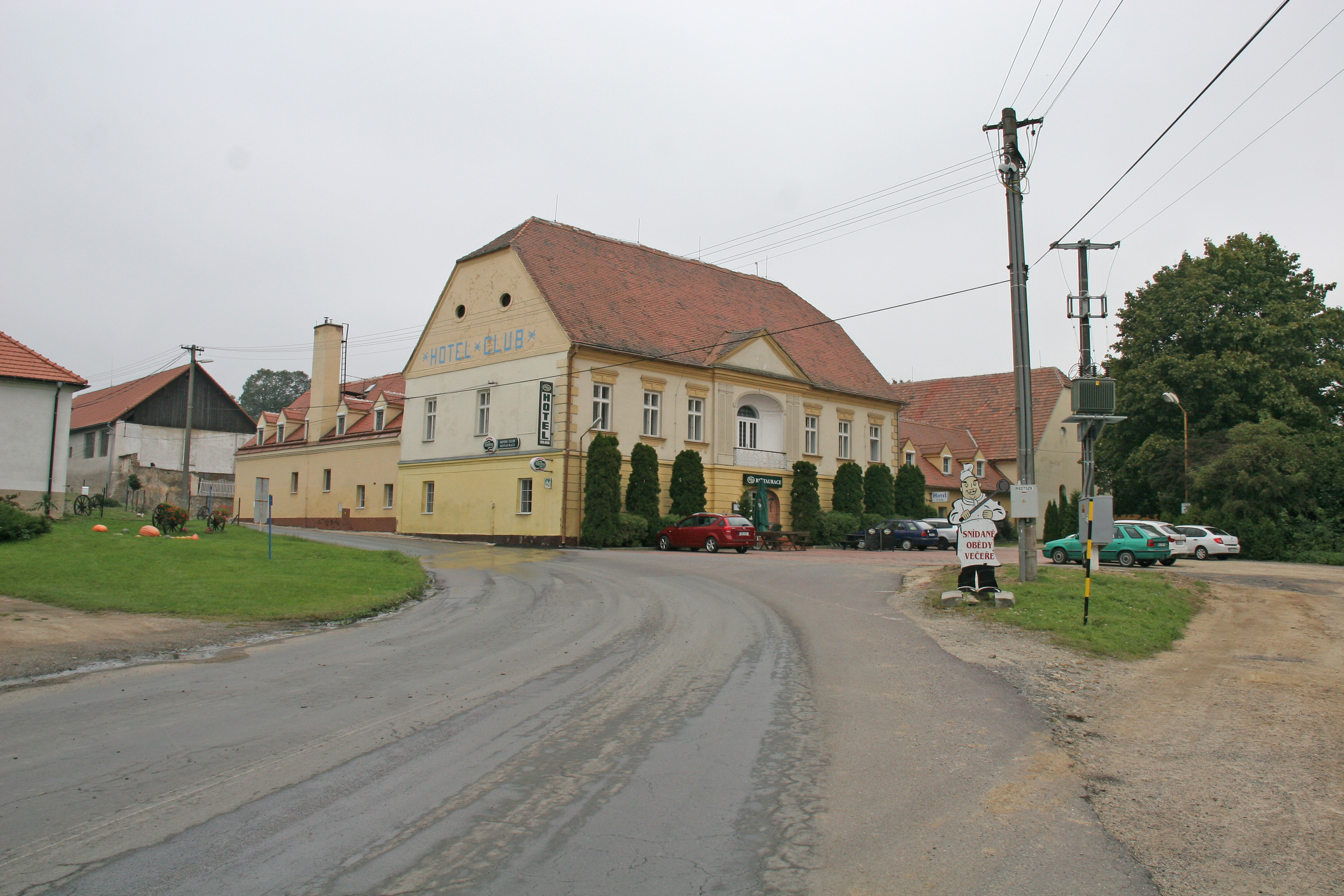
Gasthof

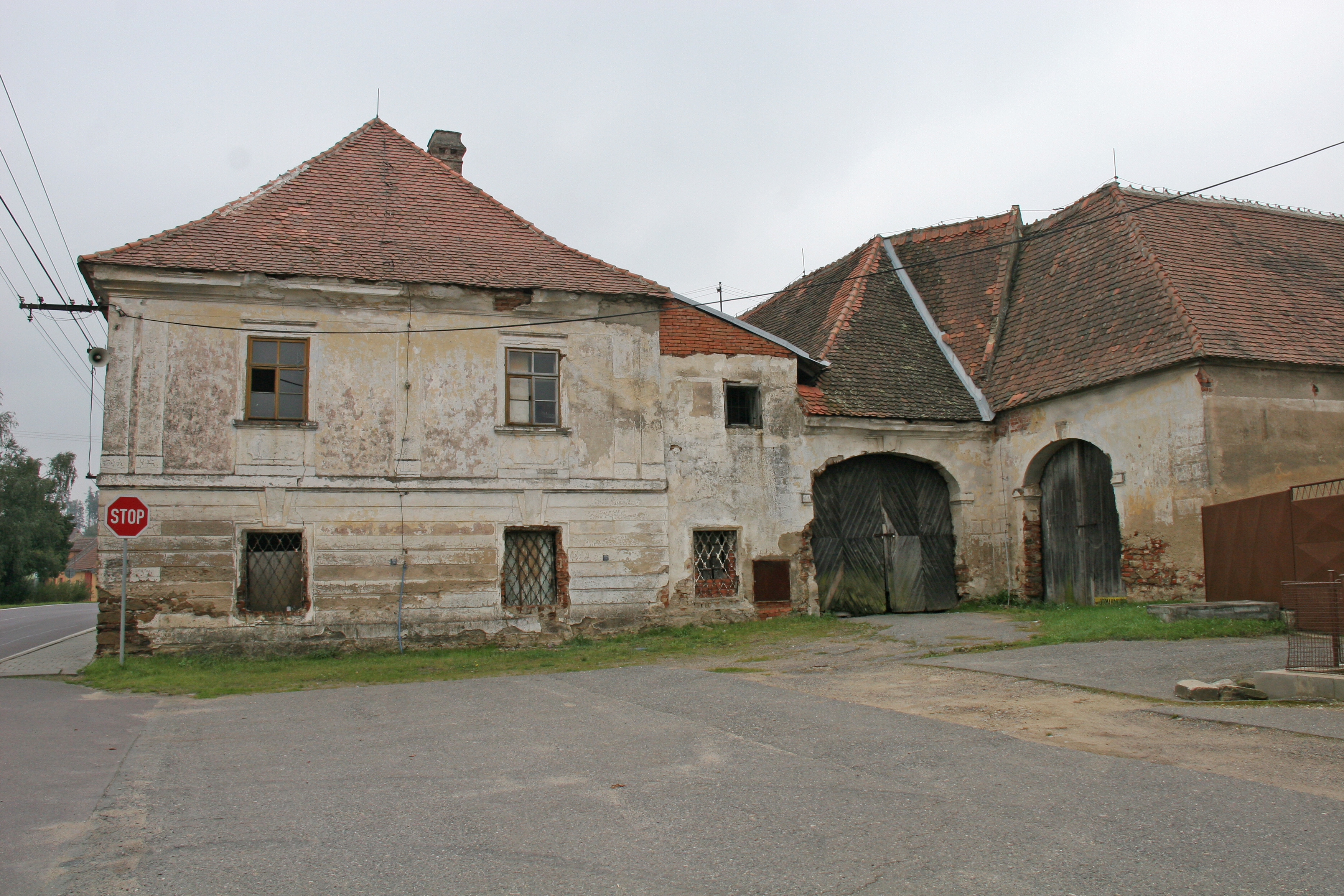
Gutshof

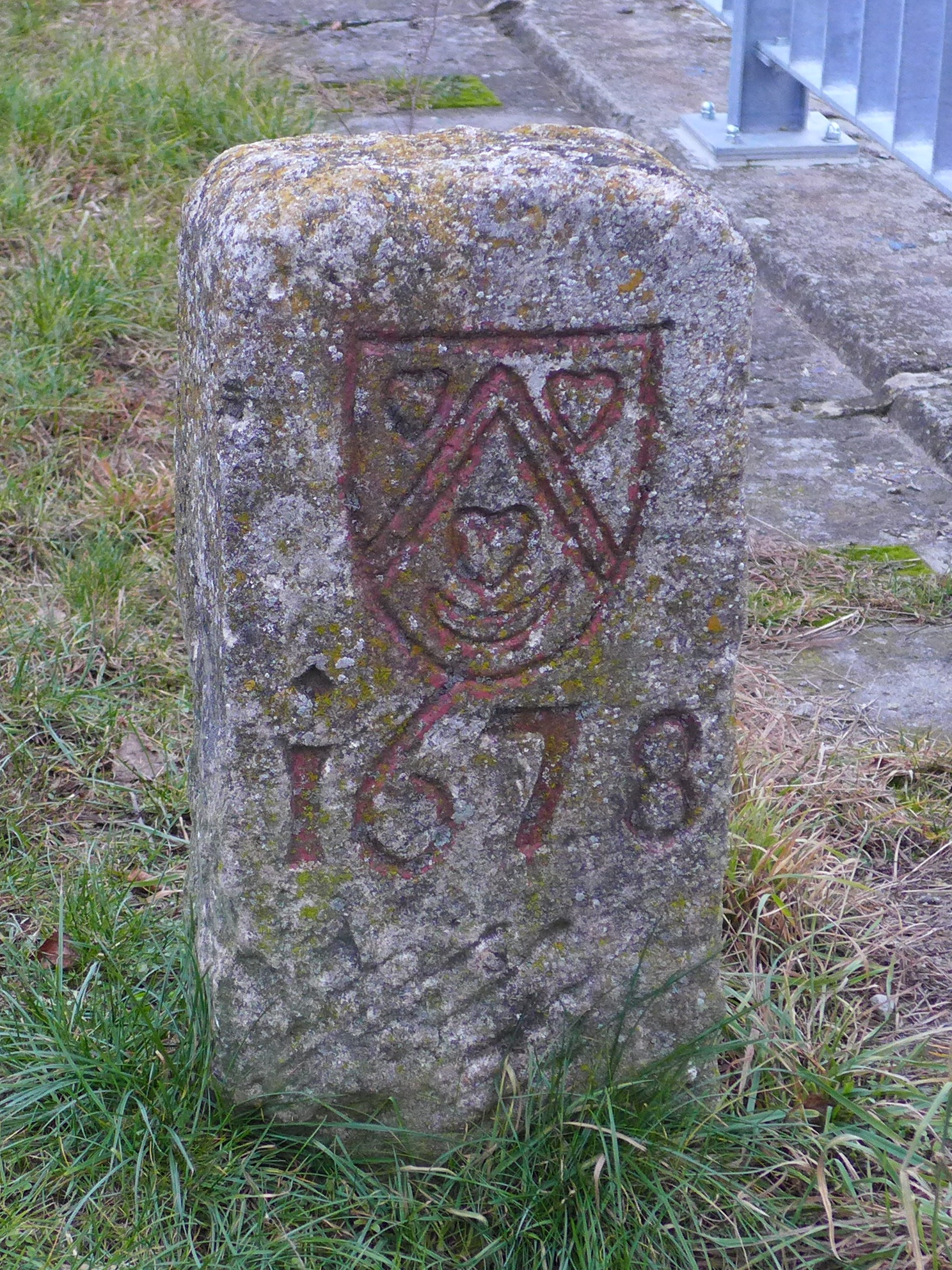
Grenzstein aus dem Jahre 1678

Vranovská Ves (deutsch Frainersdorf) ist eine Gemeinde im Okres Znojmo, Tschechien. Sie liegt etwa 15 km nordwestlich von Znojmo bzw. südöstlich von Moravské Budějovice. Der Ort ist als Zeilendorf angelegt.

## Geographie
Vranovská Ves befindet sich im Quellgebiet eines namenlosen Zuflusses zur Stanůvka am Rande des Naturparks Jevišovka in der Jevišovická pahorkatina (Jaispitzer Hügelland). Nördlich erhebt sich der Svatý kopeček (Heiliger Berg; 423 m. n.m.), im Nordosten der Jalovčí kopec (437 m. n.m.), östlich der Vranovský vrch (Frainersdorfer Berg; 443 m. n.m.) sowie im Westen die Kraví hora (Kuhberg; 478 m. n.m.). Durch den Vranovská Ves verläuft die Staatsstraße I/38/E 59 zwischen Moravské Budějovice und Znojmo, von der im Ort die II/398 nach Šumná abzweigt.
Die Nachbarorte sind im Norden Pavlice (Paulitz), im Süden Olbramkostel (Wolframitzkirchen) und im Südwesten Šumná (Schönwald).

## Geschichte

Ansicht von Frainersdorf, 1938

Im 17. Jahrhundert entstand an der Stelle des heutigen Dorfes an der Handelsstraße von Znaim nach Prag der Ausspann „Zur goldenen Krone“. In den folgenden Jahren errichtete die Frainer Gutsherrschaft einen Meierhof. Der Ort selbst lag direkt an der Sprachgrenze. Im Jahre 1786 wurde der Landbesitz der Herrschaft an deutsche Ansiedler verteilt, welche Frainersdorf gründeten. Die von den Einwohnern bis 1945 gesprochene „ui“- Mundart (bairisch-österreichisch) mit ihren speziellen Bairischen Kennwörtern weist darauf hin, dass die Siedler aus dem süddeutschen bzw. österreichischen Raum stammten. Das Herrschaftsgebäude wurde 1874 zur Tonwarenfabrik Wranitzky umgebaut, welche dem Ort wirtschaftlichen Rückhalt gab. Auch gab es einen Kaolinabbau im Ort. Zu Frainersdorf gehörte die Siedlung Fischhäusel (Hostěrádky), welcher bereits im 14. Jahrhundert bestand, aber danach verödete. Erst später, als Frainersdorf aufgebaut wurde, kam es zum Wiederaufbau von Fischhäusel. Fischhäusel selbst gehörte aber nicht zur Herrschaft Frain, sondern zur Herrschaft Frischau. Während der Revolutionskriege marschierten französische Truppen durch Frainersdorf. Die Einwohner lebten größtenteils von der Landwirtschaft.
Nach dem Ersten Weltkrieg wurde der Ort, der zu 90& % von Deutschmährern bewohnt war, Bestandteil der neuen Tschechoslowakischen Republik. In der Zwischenkriegszeit kam es durch neue Siedler und neuernannte Beamte zu einem vermehrten Zuzug von Personen tschechischer Nationalität. Der deutschmährische Bevölkerungsanteil war bis zur Volkszählung 1930 auf 56 % gesunken. 1936 wurde die Ortsgruppe der NSDAP gegründet. In Folge des Münchner Abkommens, wurde Frainersdorf am 1. Oktober 1938 ein Teil des deutschen Reichsgaues Niederdonau. Die Ortschronik berichtet, dass die tschechische Minderheit während des Zweiten Weltkrieges weitgehend in andere Ortschaften umgezogen sei.
Nach dem Ende des Zweiten Weltkrieges kam die Gemeinde am 8. Mai 1945 wieder zur Tschechoslowakei zurück. Nach Abzug der Rotarmisten wurde der Ort von militanten Tschechen besetzt und die gesamte deutschmährische Bevölkerung über die Grenze nach Österreich vertrieben. Bei den Nachkriegsexzessen kamen zwei Zivilpersonen zu Tode. Das Vermögen der deutschen Ortsbewohner wurde durch das Beneš-Dekret 108 konfisziert und die katholische Kirche in der kommunistischen Ära enteignet. Der Großteil der in Österreich befindlichen Frainersdorfer wurde in Übereinstimmung mit Überführungs-Zielen des Potsdamer Protokolls nach Deutschland weiter transferiert. Zwischen 1986 und 1990 war Vranovská Ves nach Pavlice eingemeindet.
Vranovská Ves gehört zu den Orten rund um Znojmo, in denen auf Grund des reichlichen Tonvorkommens bis nach dem Zweiten Weltkrieg Keramikwaren erzeugt wurden.
Die Matriken von 1713 bis 1949 befinden sich im Landesarchiv Brünn.

## Wappen und Siegel
Ein Siegel des Ortes ist aus dem 18. Jh. bekannt. Es zeigt ein Pflugeisen mit einem darauf sitzenden Vogel. In der 2. Hälfte des 19. Jahrhunderts führte Frainersdorf nur noch einen bildlosen Schriftstempel.
Der Ort führte kein Wappen, doch findet man das Stammwappen des Herrschaftsbesitzers Graf de Souches aus dem Jahre 1678 an Grenzsteinen.

## Bevölkerungsentwicklung
| Volkszählung | Einwohner gesamt | Volkszugehörigkeit der Einwohner | Volkszugehörigkeit der Einwohner | Volkszugehörigkeit der Einwohner |
| Jahr         | Einwohner gesamt | Deutsche                         | Tschechen                        | Andere                           |
| ------------ | ---------------- | -------------------------------- | -------------------------------- | -------------------------------- |
| 1880         | 572              | 530                              | 42                               | 0                                |
| 1890         | 543              | 517                              | 26                               | 0                                |
| 1900         | 641              | 569                              | 72                               | 0                                |
| 1910         | 752              | 680                              | 72                               | 0                                |
| 1921         | 607              | 271                              | 309                              | 27                               |
| 1930         | 542              | 304                              | 226                              | 12                               |

## Gemeindegliederung
Für die Gemeinde Vranovská Ves sind keine Ortsteile ausgewiesen. Grundsiedlungseinheiten sind Hostěrádky (Fischhäusel) und Vranovská Ves (Frainersdorf).

## Sehenswürdigkeiten
- Kapelle des hl. Stanislaus (1804)
- Herrenhof, 1874 in die Tonwarenfabrik Wranitzky umgebaut
- historischer Grenzstein von 1678, er markierte die Grenze zwischen den Herrschaft Frain und Jaispitz

## Legenden aus dem Ort
Unter den vertriebenen deutschen Ortsbewohnern kursierte eine Vielzahl von Ammenmärchen:
- Eine Einwohnerin des Ortes soll ein Verhältnis mit dem Teufel eingegangen sein. Sie besaß auch eine Truhe mit Besitztümern des Teufels darin. Eines Tages würgte der Teufel die Frau, woraufhin sie krank wurde und bald darauf starb. Mit ihrem Tod verschwand der Teufel aus dem Ort.[16]
- Der Leib des hl. Donatus wurde mit einem Pferdefuhrwerk von Znaim nach Prag gebracht. Als das Gefährt jedoch vor der Kirche in Paulitz vorbei rollte, blieb das Fuhrwerk plötzlich stehen. Trotz großer Anstrengungen konnten die zwei Pferde das Fuhrwerk nicht mehr fortbewegen. Als der Fuhrmann den Pfarrer der Kirche um Rat bat, sprach er: "Legen wir den Heiligen in unsere Kirche!". Als der Leib des Heiligen abgeladen wurde, konnte sich das Fuhrwerk wieder in Bewegung setzten. Seit dieser Zeit wird der Leib des Hl. Donatus in der Kirche in einem Seitenaltar aufbewahrt.[17]

Weitere Sagen sind:
- Der glühende Besen und schreiende Hexen in brennenden Kitteln
- Da G'schloßbere mit den vül'n Faß'ln Wein
- Die südmährische Melusine
- Ein Spitzbub statt der Hl. Barbara im Kirschbaum[18]